# Canton de Cambrin
Le canton de Cambrin est une ancienne division administrative française située dans le département du Pas-de-Calais et la région Nord-Pas-de-Calais.

## Géographie

Le canton de Cambrin dans l'arrondissement de Béthune

Ce canton est organisé autour de Cambrin dans l'arrondissement de Béthune. Son altitude varie de 16 m (Richebourg) à 50 m (Vermelles) pour une altitude moyenne de 25 m.

## Histoire
- De 1833 à 1840, les cantons de Lillers et de Laventie avaient le même conseiller général. Le nombre de conseillers généraux était limité à 30 par département[1].

- De 1840 à 1848, les cantons de Cambrin et de Laventie avaient le même conseiller général. Le nombre de conseillers généraux était limité à 30 par département[2].

## Représentation

### conseillers généraux de 1833 à 2015
| Période | Période      | Identité                                                                    | Étiquette              | Qualité |
| ------- | ------------ | --------------------------------------------------------------------------- | ---------------------- | --- |
| 1833    | 1840         | Henri Gosse de Gorre                                                        |                        | Président du Conseil Général (1837-?) Avocat puis magistrat, propriétaire Député (1803-1808, 1815 et 1831-1834)                                             |
| 1840    | 1848         | Germain Delebecque                                                          | Majorité ministérielle | Maître des requêtes, directeur au Ministère de l'Instruction Publique Professeur à Saint-Omer puis à Paris Député (1834-1848 et 1860-1870)                  |
| 1848    | 1854         | Henri Joseph d'Almanza Gosse de Gorre (fils d'H. Gosse de Gorre)            |                        | Ancien sous-préfet à Doullens (Somme) |
| 1854    | 1861         | Xavier Duquesnoy                                                            |                        | Notaire, maire de Beuvry (1840-1854), conseiller d'arrondissement                                                                                           |
| 1861    | 1883 (décès) | Charles-Constant Dansou                                                     |                        | Docteur en médecine (médecin des épidémies) et chirurgien, propriétaire à Béthune                                                                           |
| 1883    | 1886         | Henri Luglien Gosse de Gorre (fils d'Henri Joseph d'Almanza Gosse de Gorre) | Droite                 | Propriétaire du château de Gorre Maire de Beuvry |
| 1886    | 1908 (décès) | Louis Lesage                                                                | Républicain            | Propriétaire, maire de Cambrin, conseiller d'arrondissement                                                                                                 |
| 1908    | 1915 (décès) | Auguste de Quandalle                                                        | Républicain            | Propriétaire à Auchy-lès-La-Bassée |
| 1919    | 1934         | Achille Larue                                                               | SFIO puis PRS          | Ouvrier mineur puis gérant d'une boulangerie coopérative Maire de Labourse (1904-1936)                                                                      |
| 1934    | 1940         | Louis Holle                                                                 | SFIO                   | Ouvrier mineur Maire d'Auchy-les-Mines (1925-1941) |
|         |              |                                                                             |                        | |
| 1945    | 1949         | Gaston Coquel                                                               | PCF                    | Ouvrier métallurgiste Secrétaire général de l'Union Départementale CGT                                                                                      |
| 1949    | 1958         | Ernest Descamps                                                             | SFIO                   | Maire d'Haisnes |
| 1958    | 1973         | Jean Lefebvre                                                               | SFIO puis PS           | Directeur d'école Maire d'Auchy-les-Mines |
| 1973    | 1978 (décès) | Henri Lucas                                                                 | PCF                    | Chaudronnier Député (1970-1978) Maire de Vermelles |
| 1978    | 1992         | Angèle Chavatte                                                             | PCF                    | Monitrice d'enseignement ménager Députée (1978-1981) Maire d'Annequin (1976-2001)                                                                           |
| 1992    | 2004         | Jean-Marc Déalet                                                            | PCF                    | Ouvrier Maire de Vermelles (1980-2014) |
| 2004    | 2015         | Odette Duriez                                                               | PS                     | Comptable Suppléante du député Marcel Cabiddu Députée (2004-2011) Sénatrice (2011-2013) Maire de Cambrin (1989-2014) Elue en 2015 dans le Canton de Douvrin |

## Conseillers d'arrondissement (de 1833 à 1940)
| Période | Période | Identité                   | Étiquette   | Qualité |
| ------- | ------- | -------------------------- | ----------- | --- |
| 1833    | 1848    | Maxime Alexandre Bavière   |             | Notaire à Haisnes                                                                                           |
| 1848    | 1854    | Xavier Duquesnoy           |             | Notaire, maire de Beuvry                                                                                    |
|         |         |                            |             | |
|         | 1886    | Louis Lesage               | Républicain | Maire de Cambrin                                                                                            |
|         |         |                            |             | |
| 1889    | 1913    | Charles Brasme             | Républicain | Juge de paix, maire de Festubert                                                                            |
| 1913    | 1919    | Achille Larue              | SFIO        | Ouvrier mineur puis gérant d'une boulangerie coopérative, maire de Labourse (1904-1936)                     |
| 1919    | 1931    | Émile Beaumont (1874-1951) | SFIO        | Instituteur à Averdoingt, maire de Vermelles (1919-1935)                                                    |
| 1931    | 1937    | Jules Mayeur               | Soc.ind.    | Commerçant, maire de Sailly-Labourse (1925-1945)                                                            |
| 1937    | 1940    | Augustin Legrand           | SFIO        | Directeur d'école à Annequin                                                                                |
| 1940    |         |                            |             | Les conseils d'arrondissement ont été suspendus par la loi du 12 octobre 1940 et n'ont jamais été réactivés |

## Composition
Le canton de Cambrin groupe 8 communes et compte 19 269 habitants (recensement de 1999 sans doubles comptes).

## Démographie
| 1962   | 1968   | 1975   | 1982   | 1990   | 1999   | 2007   | 2009 |
| ------ | ------ | ------ | ------ | ------ | ------ | ------ | ---- |
| 15 493 | 16 287 | 15 706 | 16 397 | 18 596 | 19 269 | 19 528 | -    |